# Piccolo Giro di Lombardia 2011
Il Piccolo Giro di Lombardia 2011, ottantatreesima edizione della corsa e valida come evento dell'UCI Europe Tour 2011 categoria 1.2 riservato a Under 23 e dilettanti, si svolse il 1º ottobre 2011 su un percorso di 169 km. Fu vinta dall'italiano Cristiano Monguzzi, al traguardo con il tempo di 3h58'27" alla media di 42,525 km/h.
Partenza con 200 ciclisti, dei quali 74 portarono a termine il percorso.

## Ordine d'arrivo (Top 10)
| Pos. | Corridore             | Squadra         | Tempo    |
| ---- | --------------------- | --------------- | -------- |
| 1    | Cristiano Monguzzi    | Casati          | 3h58'27" |
| 2    | Axel Domont           | Chambéry        | a 1"     |
| 3    | Konstantin Klimiankou | Bielorussia     | s.t.     |
| 4    | Stefano Locatelli     | Team Colpack    | a 6"     |
| 5    | Vincenzo Ianniello    | Caparrini       | s.t.     |
| 6    | Ricardo Pichetta      | Italia          | s.t.     |
| 7    | Luigi Miletta         | Petroli Firenze | s.t.     |
| 8    | Francesco Figini      | Italia          | s.t.     |
| 9    | Davide Mucelli        | Hopplà-Truck    | a 37"    |
| 10   | Sergej Černeckij      | Russia          | s.t.     |